# Экити
Экити (англ. Ekiti, йоруба Èkìtì) — штат на юго-западе Нигерии. 32-й по площади и 29-й по населению штат Нигерии. Административный центр штата — город Адо-Экити.

## География
Территория штата расположена на плато на высоте около 250 м над уровнем моря, сложенного из метаморфических пород. В основном это равнина, с встречающимися выходами скальных пород, одиночных или группами. Юг покрыт тропическими лесами, север представляет собой саванну.

## Климат
Экити характеризуется тропическим климатом с двумя сезонами — сезоном дождей с апреля по октябрь и сухим сезоном с ноября по март. Влажность высокая, температуры варьируются между 21 и 28 °C.

## История
До британской колонизации Экити был независимым государством, в основном населённым йоруба.
Штат образован 1 октября 1996 года, в диктаторское правление генерала Сани Абачи, путём разделения штата Ондо.

## Административно-территориальное деление
Штат разделён на 16 территорий местного административного управления:
- Ado-Ekiti
- Oye
- Aiyekire (Gbonyin)
- Efon
- Ekiti East
- Ekiti South-West
- Ekiti West
- Emure
- Ido-Osi
- Ijero
- Ikere
- Ikole
- Ilejemeje
- Irepodun/Ifelodun
- Ise/Orun
- Moba

## Галерея

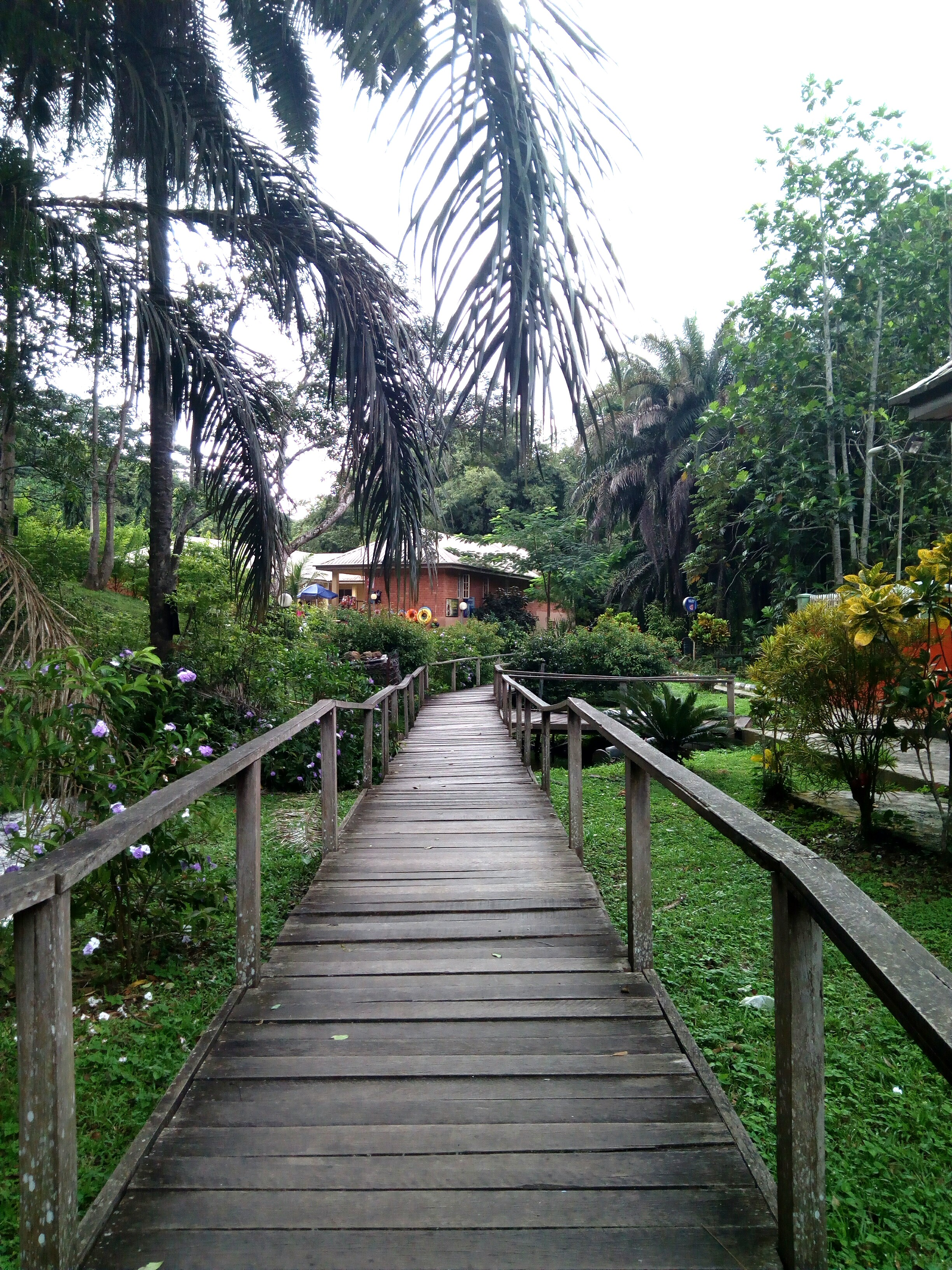
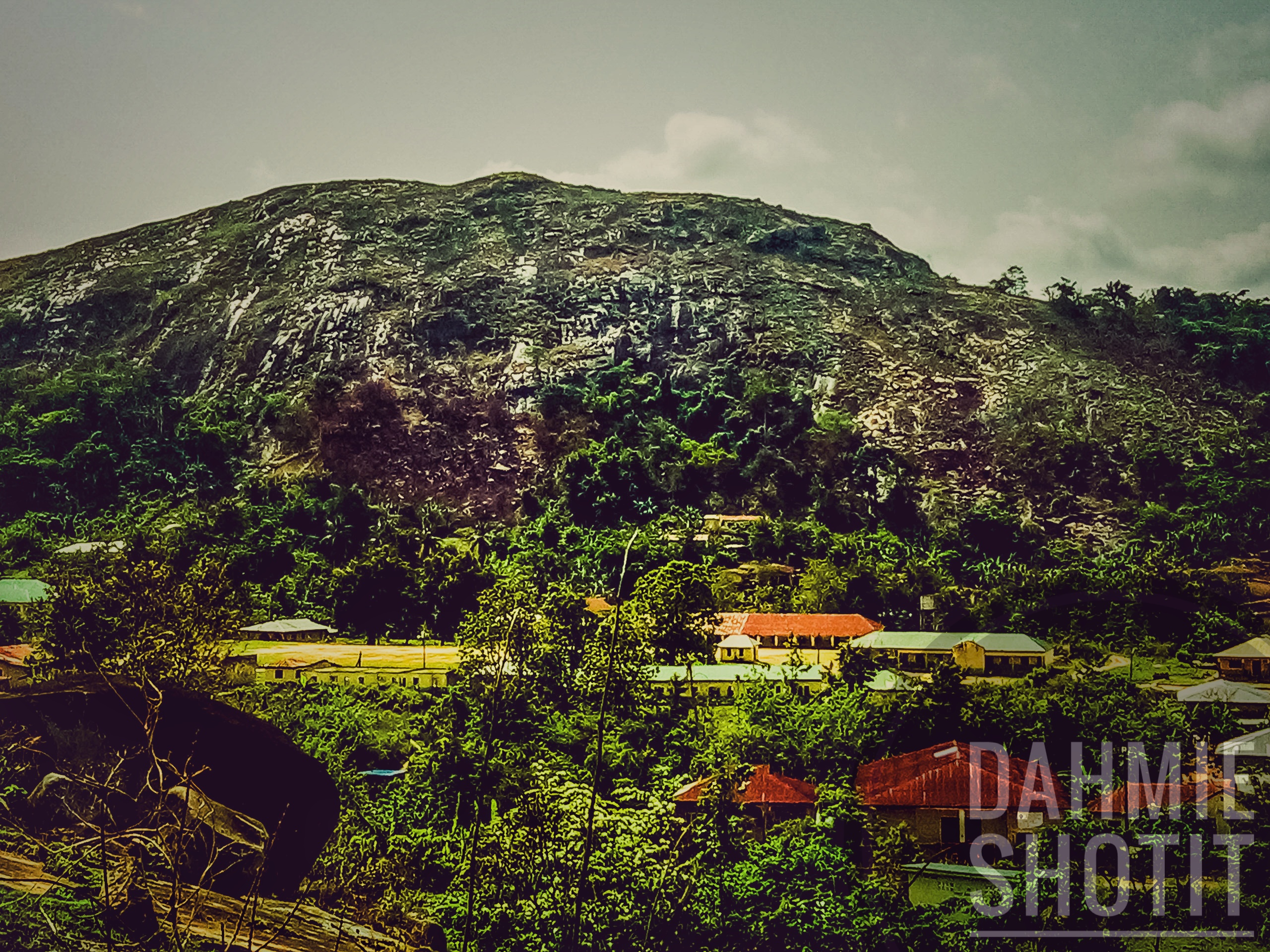
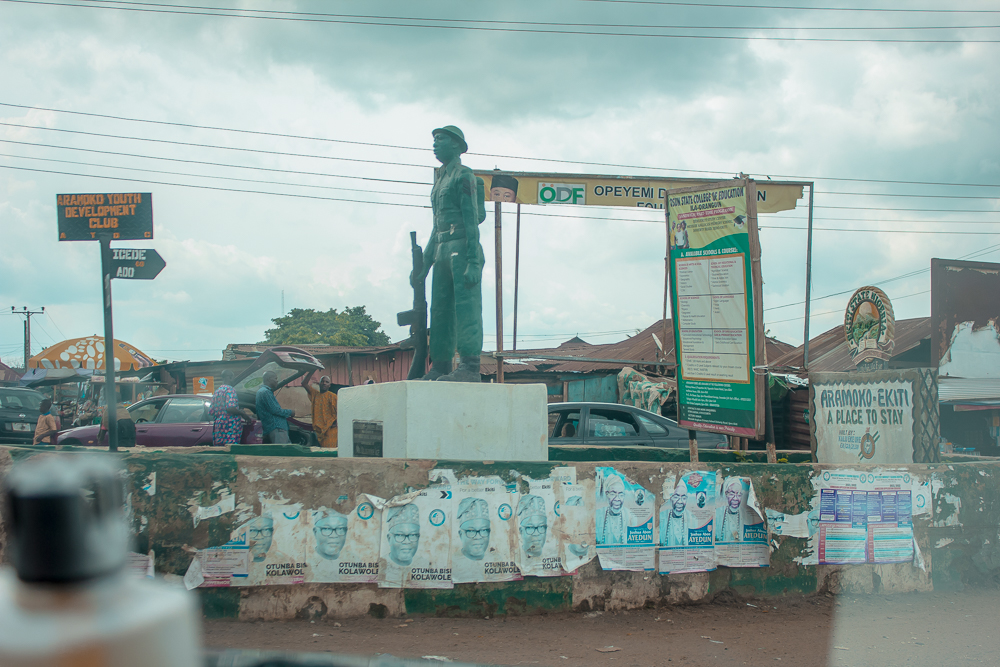
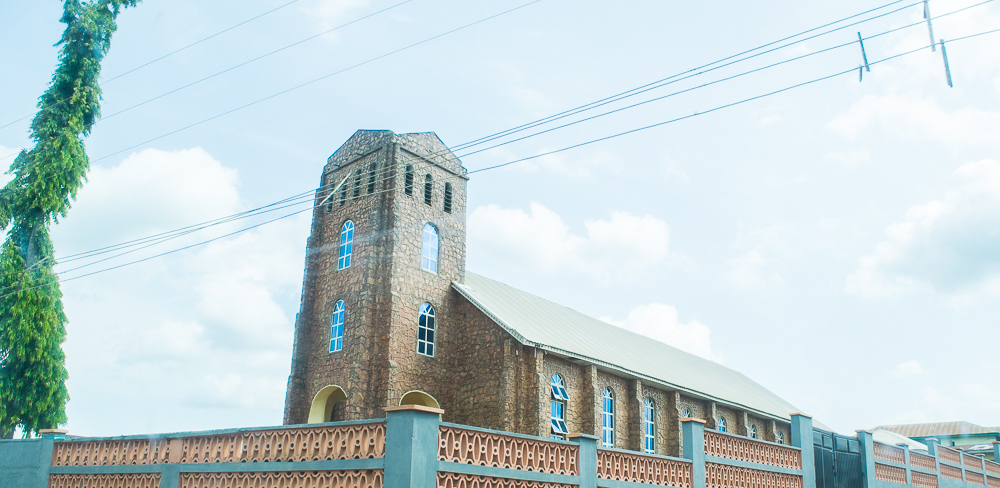
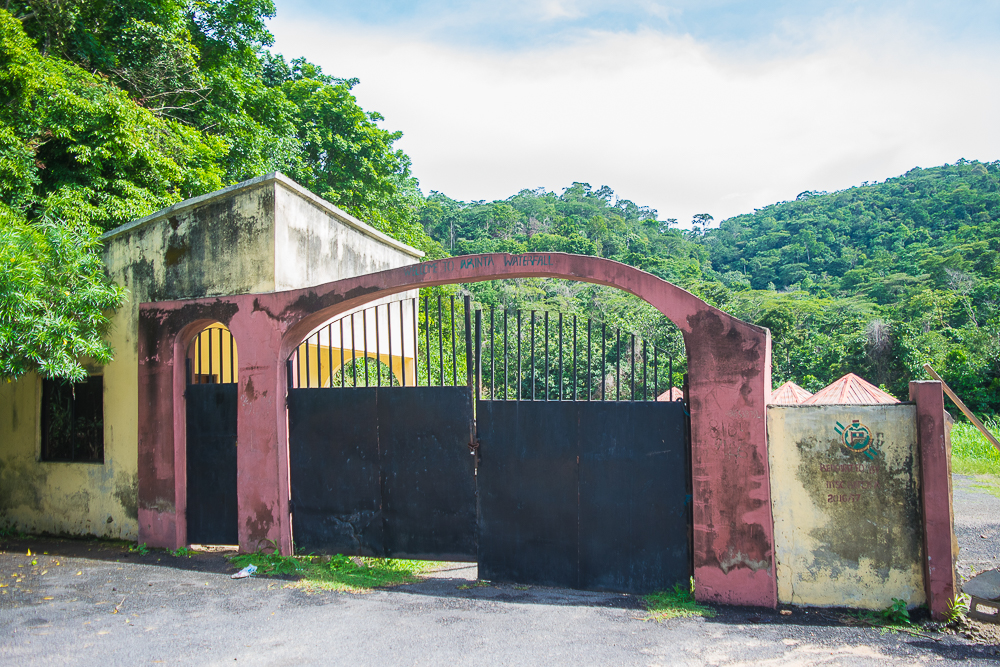
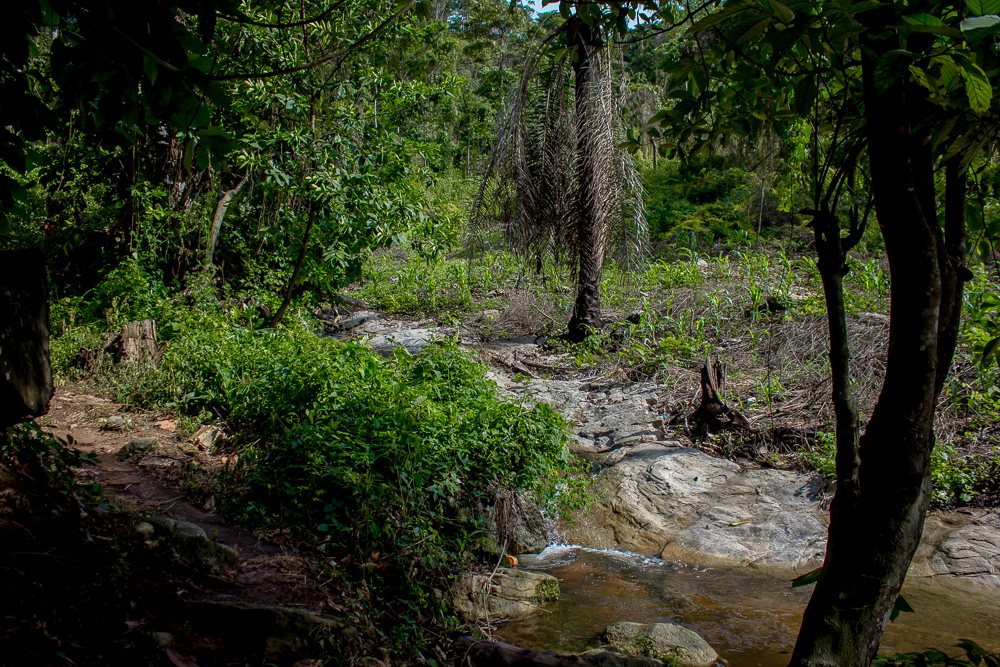
Arinta water fall
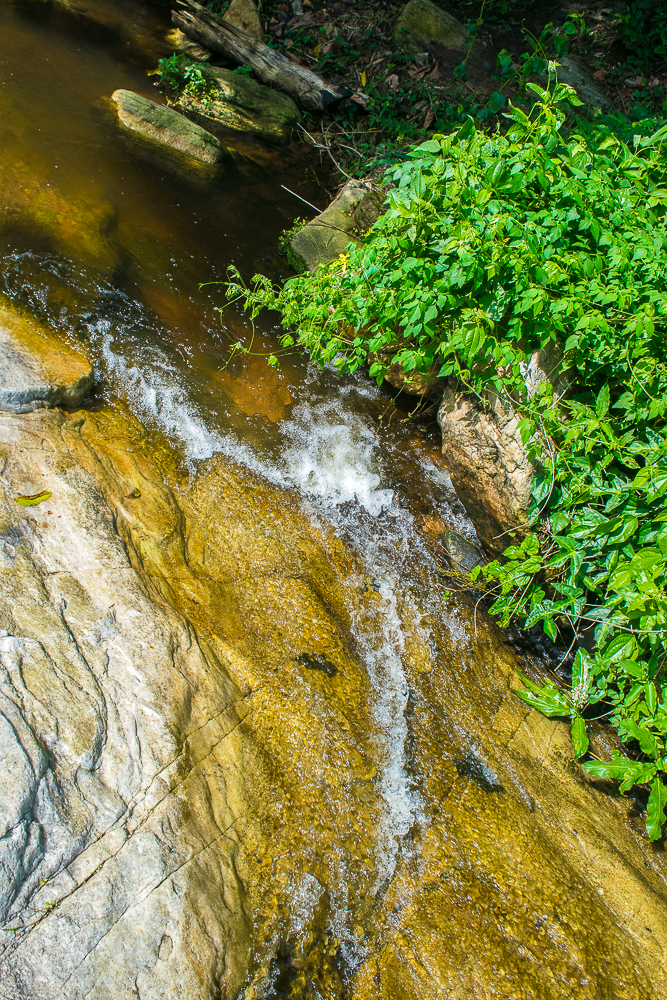
Arinta Waterfall
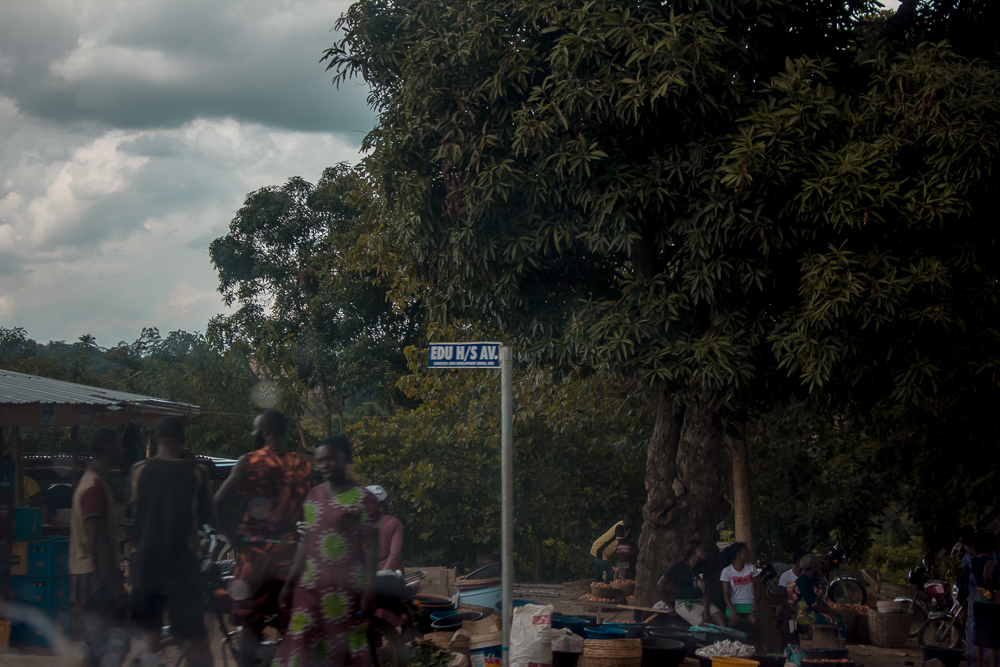
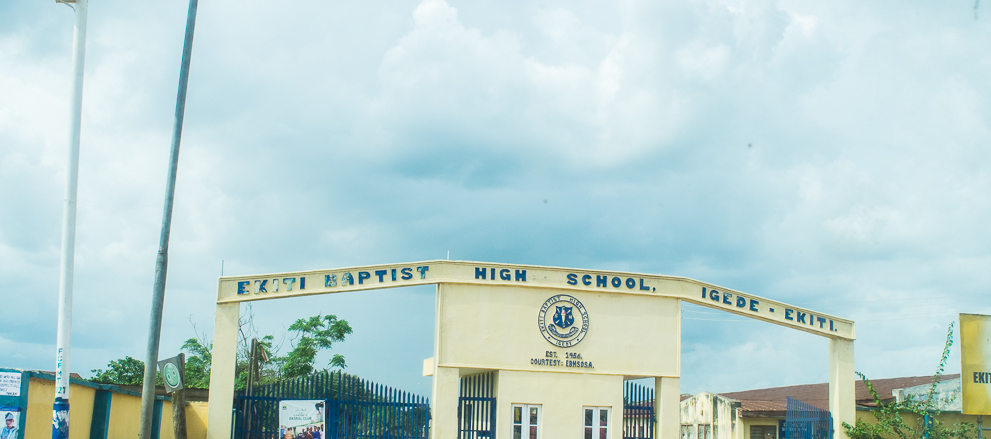
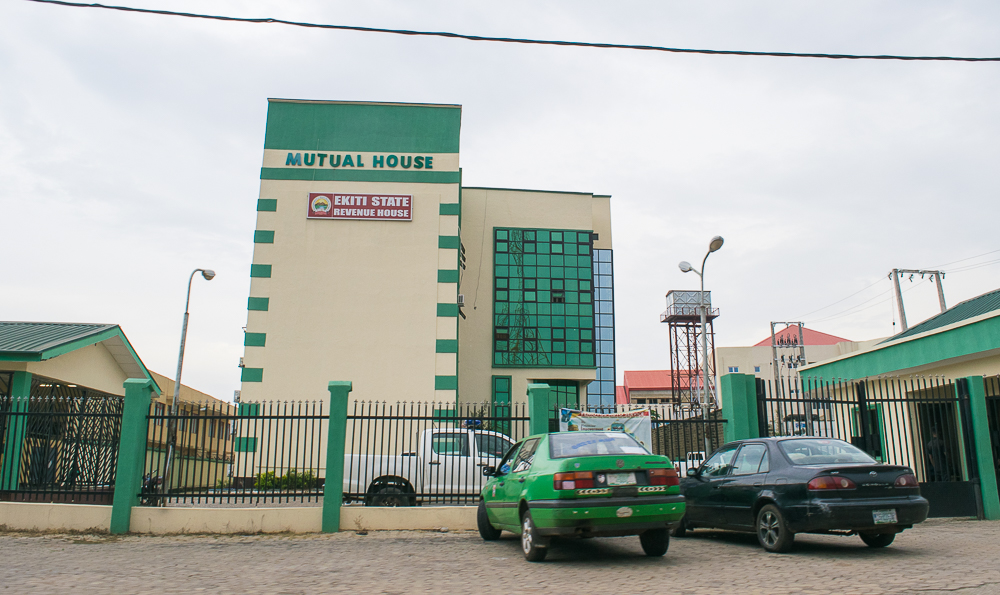
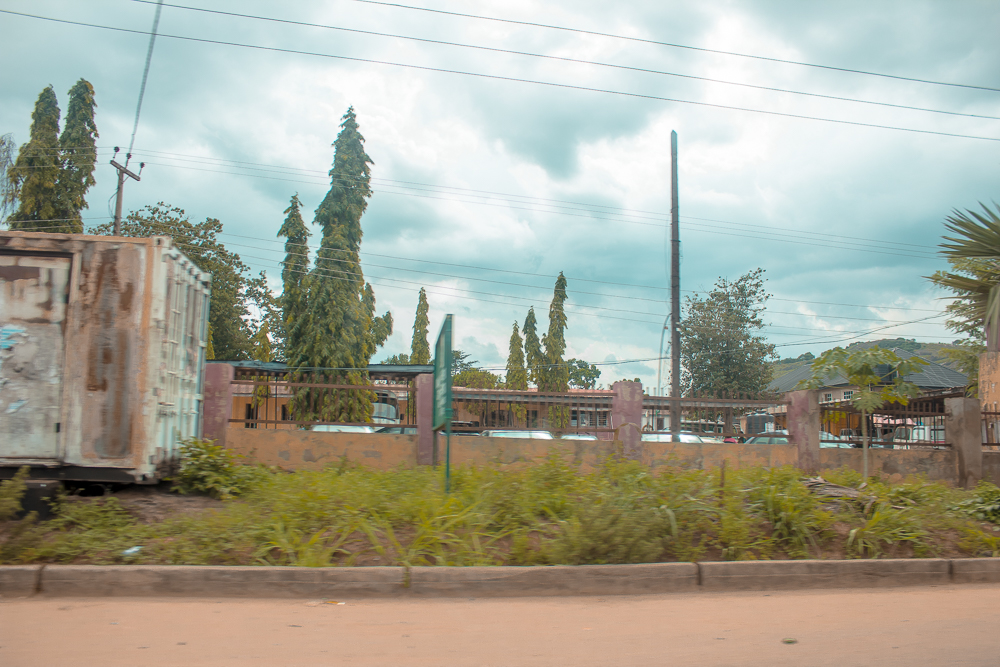
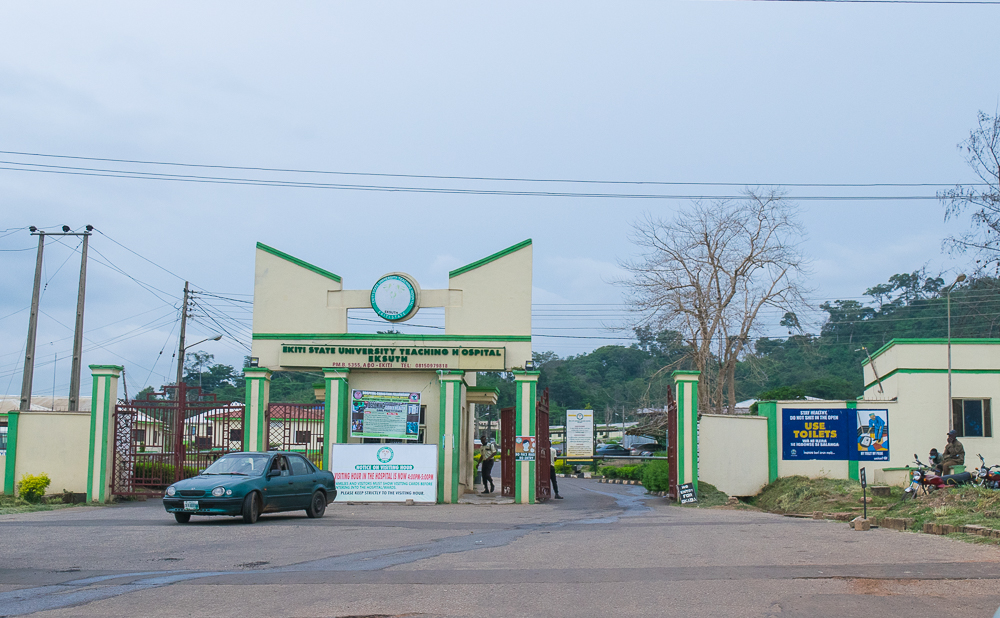
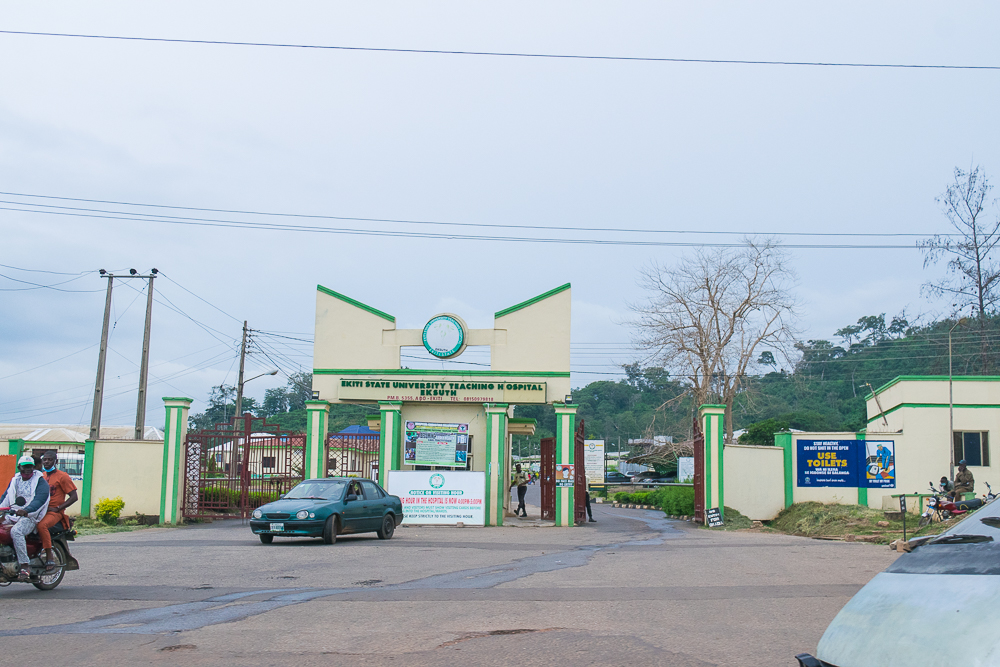
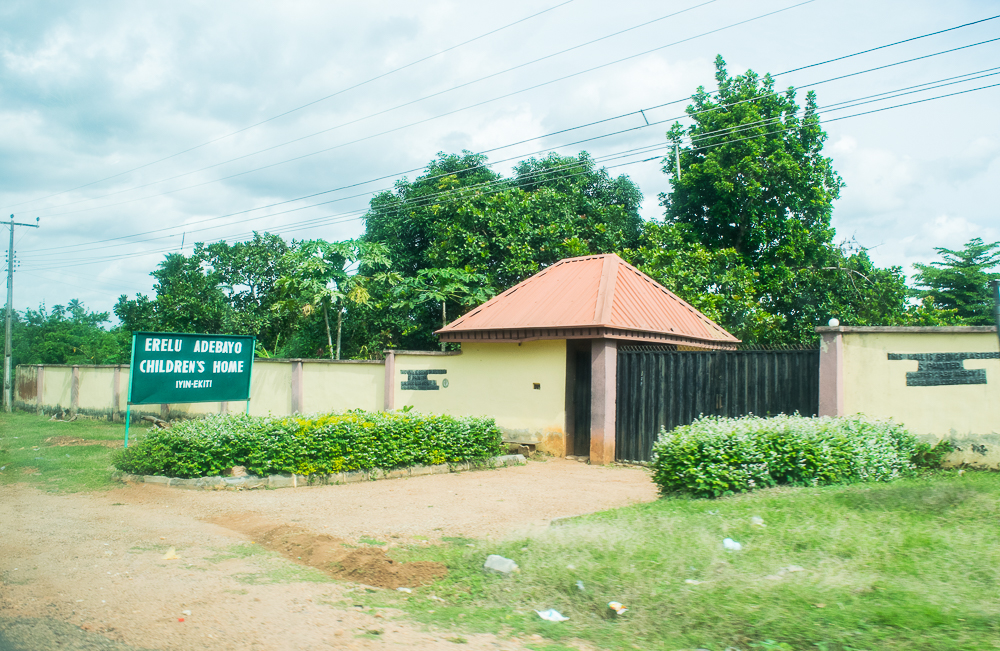
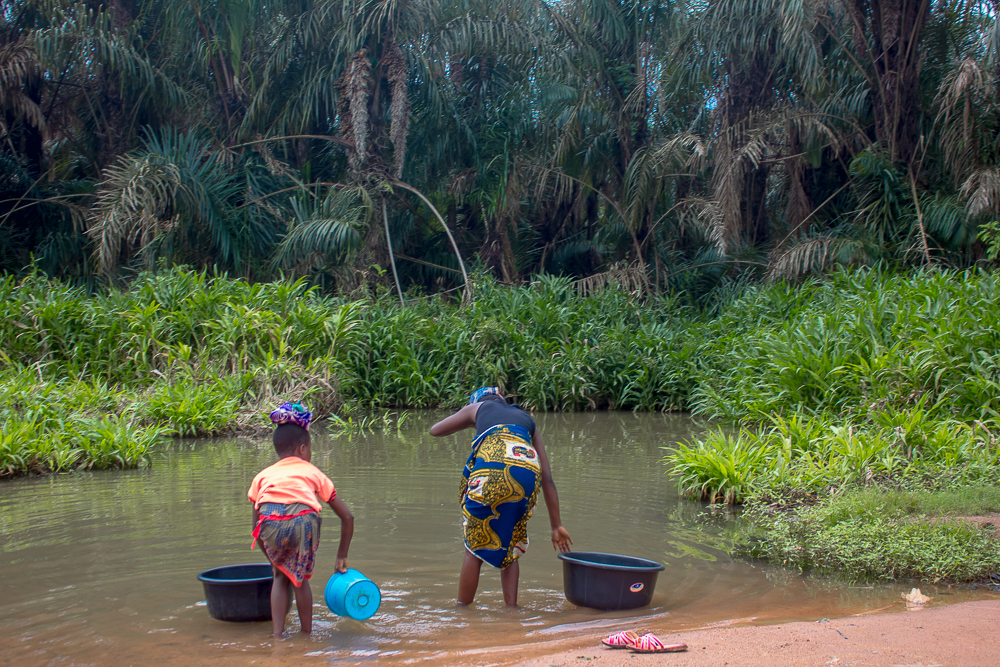
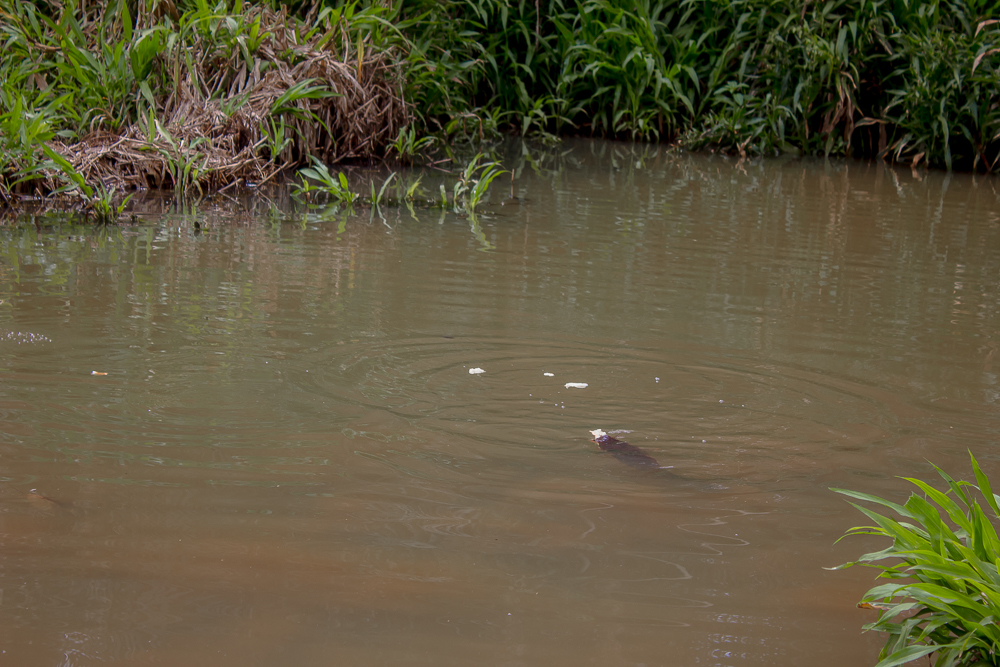
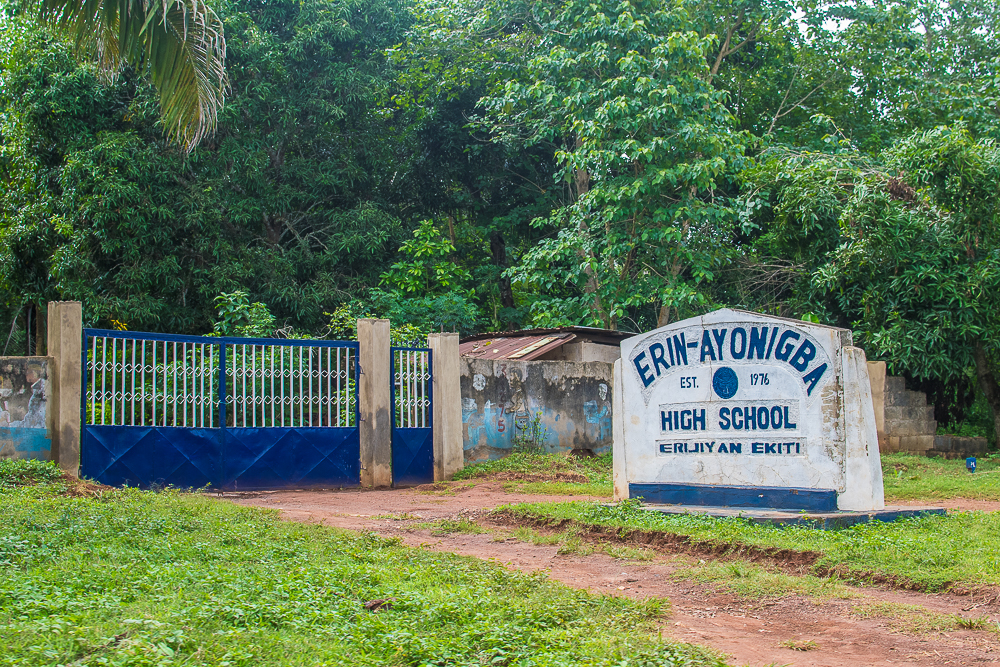
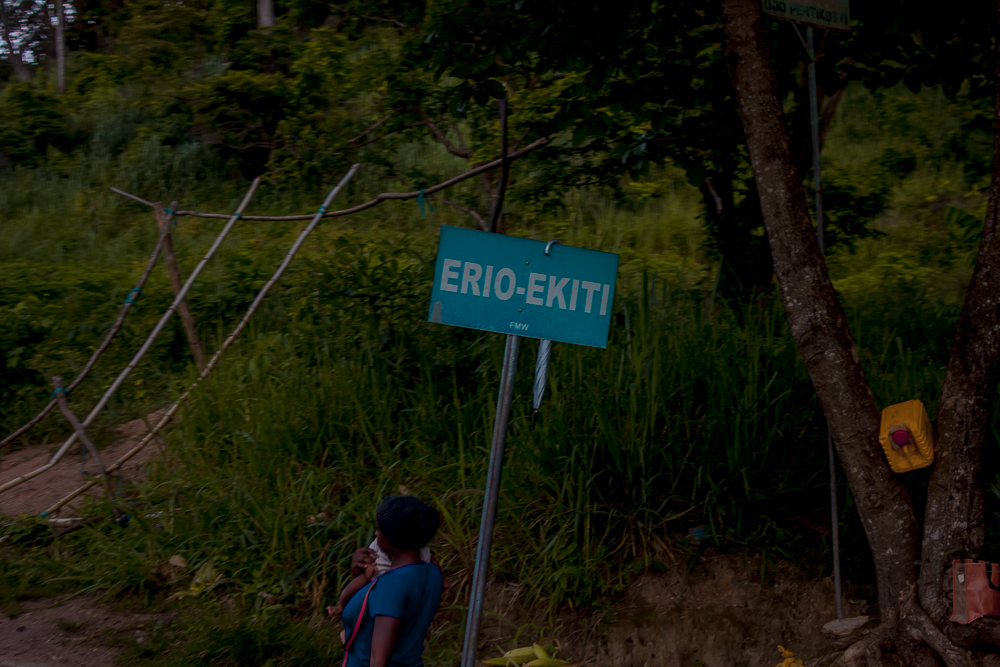